# Thomas Asselijn
Thomas Asselijn, född omkring 1620, död 1701, var en holländsk skald.
Asselijn skrev först sorgespel men vann sin egentliga berömmelse genom sitt kvicka lustspel Jan Klaaz. Asselijns skrifter utgavs av Arie de Jager (1878).